# قسم فارسش الريفي (مقاطعة أليغودرز)
قسم فارسش الریفي (بالفارسية: دهستان فرسش) هي منطقة سكنية تقع في إيران في لرستان. يقدر عدد سكانها بـ 3,132 نسمة .